# El menor de los males
El menor de los males es una película española dirigida por Antonio Hernández en el año 2007.

## Reparto
- Carmen Maura: Julia
- Roberto Álvarez: Eduardo
- Verónica Echegui: Vanessa
- Antonio Duran "Morris": Hugo Patiño
- Marta Belenguer: Ruth
- Berta Ojea: María
- Xavier Deive: Rodero
- César Cambeiro: Escoriza
- Marta Gutiérrez-Abad: Rebeca
- Blanca Arias: Mari Ángeles

## Argumento
Eduardo es un hombre de mediana edad, casado y con hijos, que vive en Madrid dedicado en cuerpo y alma a su labor como político. Decidido a encontrarse con su hermana Julia, acude a verla a la vieja casa que la familia aún conserva en Galicia. Allí Eduardo se reencuentra con su pasado, pero hay algo más. Lo que iba a ser un feliz acercamiento entre los dos hermanos, se tuerce inesperadamente cuando sale a la luz la existencia de una joven que se ha convertido en la amante secreta del político.